# 421 (numero)
Quattrocentoventuno (421) è il numero naturale dopo il 420 e prima del 422.

## Proprietà matematiche
- È un numero dispari.
- È un numero difettivo.
- È l'82º numero primo, dopo il 419 e prima del 431.
- È pari alla somma dei quadrati di 2 numeri consecutivi: 421 = 142 + 152.
- È un numero palindromo nel sistema di numerazione posizionale a base 11 (353) e in quello a base 20 (111). In quest'ultima base è altresì un numero a cifra ripetuta.
- È un numero fortunato.
- È un numero quadrato centrato.
- È un numero congruente.
- È parte delle terne pitagoriche (29, 420, 421), (421, 88620, 88621).

## Astronomia
- 421P/McNaught è una cometa periodica del sistema solare.
- 421 Zähringia è un asteroide della fascia principale del sistema solare.

## Astronautica
- Cosmos 421 è un satellite artificiale russo.